# Prata di Pordenone
Prata di Pordenone (friuli nyelven Prate) település Olaszországban, Friuli-Venezia Giulia régióban, Pordenone megyében. Lakosainak száma 8293 fő (2023. január 1.). Prata di Pordenone Mansue, Pasiano di Pordenone, Porcia, Friuli-Venezia Giulia, Pordenone, Portobuffolè és Brugnera községekkel határos.

## Népesség
A település lakossága az elmúlt években az alábbi módon változott:
| Lakosok száma | 8439 | 8426 | 8293 |
|               | 2017 | 2018 | 2023 |